# Eleccions federals suïsses de 1955
Les eleccions federals suïsses de 1955 se celebraren el 1955 per a renovar els 200 membres del Consell Nacional de Suïssa i els 46 membres del Consell dels Estats de Suïssa que escolliran els 21 membres del Consell Federal de Suïssa. El partit més votat fou el Partit Socialdemòcrata de Suïssa. Tot i això, per a evitar un govern socialdemòcrata, es formà una gran coalició de partits dretans anomenada Konkordanzdemokratie.

## Resultats electorals

### Consell Nacional de Suïssa
Resultat de les eleccions al Consell Nacional de Suïssa de 1955
| Partits                                                           | Partits                                 | Abr.        | Vots | %    | +/–   | Escons | +/– |
| ----------------------------------------------------------------- | --------------------------------------- | ----------- | ---- | ---- | ----- | ------ | --- |
|                                                                   | Partit Socialdemòcrata de Suïssa        | SPS/PSS     |      | 27,0 | +1%   | 53     | +4  |
|                                                                   | Partit Radical Democràtic de Suïssa     | FDP/PLR     |      | 23,3 | -0,7% | 50     | -1  |
|                                                                   | Partit Popular Democristià de Suïssa    | CVP/PDC     |      | 23,2 | +0,7% | 47     | -1  |
|                                                                   | Partit de Pagesos, Artesans i Ciutadans | SVP/UDC     |      | 12,1 | -0,5% | 22     | -1  |
|                                                                   | Aliança dels Independents               | LdU         |      | 5,5  | +0,4% | 10     | ±0  |
|                                                                   | Partit Liberal de Suïssa                | LPS/PLS     |      | 2,2  | -0,4% | 5      | +2  |
|                                                                   | Partit del Treball                      | PdA/PST-POP |      | 2,6  | -0,1% | 4      | -1  |
|                                                                   | Partit Democràtic                       | PD/DP       |      | 2,1  | -0,1% | 4      | ±0  |
|                                                                   | Partit Evangèlic Popular                | EVP/PEV     |      | 1,1  | +0,1% | 1      | ±0  |
| Total (participació %)                                            | Total (participació %)                  |             |      |      |       |        | 200 |
| Font: http://www.wahlen.ch/ Arxivat 2021-02-28 a Wayback Machine. |                                         |             |      |      |       |        |     |